# Aconitum bicolor
Aconitum bicolor là một loài thực vật có hoa trong họ Mao lương. Loài này được Schult. mô tả khoa học đầu tiên năm 1809.